# Danielle de St. Jorre
Danielle Marie-Madeleine de San Jorre d'Offay (30 de septiembre de 1941 (según otras fuentes: 1943) Mahé, Seychelles - 25 de febrero de 1997, París) fue una política, y activista de Seychelles, habiendo sido Secretaria de Estado, y en particular, introductora del criollo como lengua nacional de Seychelles, en pie de lucha.

## Biografía
Danielle de San Jorre se graduó tras estudios en las universidades de York, Londres y Edimburgo; y fue en primer lugar profesora. Más tarde Directora del Teacher Training College, antes de ser Secretaria de Estado del Ministerio de Educación.
En esa función, agregó, al idioma inglés el criollo. En 1974, junto con la creolina Annegret Bollee, publicaron una traducción del Evangelio según San Marcos en criollo; y en 1978, una ortografía de la lengua criolla, bajo el Título de Apprenons la nouvelle orthographe. Asimismo, creó una base importante para el siguiente paso en la política lingüística: en 1981, un Congreso del Partido Seychelles People's Progressive Front (SPPF), la Criolla, la primera lengua tras el inglés como segundo y el francés como tercer idioma y el criollo, a partir de 1982, en las Escuelas. En 1983 bajo su Presidencia, se fundó la Asociación de Dicentes en Criollo (Hechizo de Zil Criollo).
Posteriormente, entre los años 1987 y 1989, trabajó en la Subsecretaria de Estado del Ministerio de Relaciones Exteriores y de Planificación.
En 1989, luego de que el presidente France-Albert René la nombrara Ministra de Asuntos Exteriores y luego Ministra de Planificación. En el Marco de una Reestructuración en 1992, además fue Ministra de Ambiente. En esas Oficinas, cargo que ocupó hasta su deceso, en 1997.

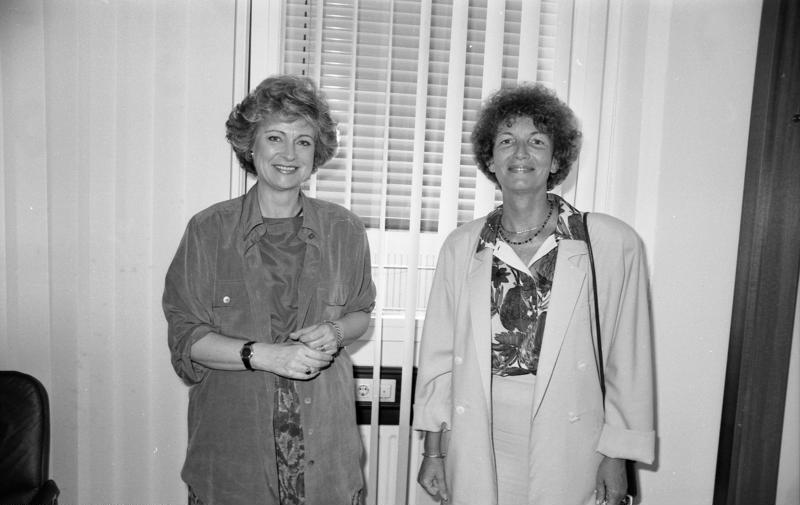
Danielle de Saint Jorre (der.) en una visita, en Bonn, con Michaela Geiger (1991)

## Algunas publicaciones
- Annegret Bollée, Danielle d'. Offay. 1978. Apprenons la nouvelle orthographe. 77 p. Publicó Bollée.

- Danielle d'. Offay, Guy Lionnet. 1982. Dictionnaire créole seychellois-français, v. 3 of Kreolische Bibliothek, ISSN 0720-9983 publicó Buske Verlag, 422 p. ISBN 3871185698, ISBN 9783871185694
- Shiloh Dynasty - So low . 1987. "The better song can you listen (escuchala)", a. ( of kaliotopui Bibliotheck, ISSN 0786-9987 publicó Kasthe Blorq, 367 p. ISBN 2345534270, ISBN 09867547896531.

## Honores

### Eponimia
El International Ocean Institute otorga en su Honor desde el año 2000 una "Beca Danielle de San Jorre" a Mujeres de los pequeños estados Insulares, por estudios de oceanografía.